# Emilio Ferretti (partigiano)
Emilio Ferretti conosciuto come Ferro (Ancona, 8 luglio 1923 – Ancona, 21 luglio 2007) è stato un partigiano, sindacalista e politico italiano, fondatore dell'ANPI nelle Marche del quale fu presidente dal 1946 fino all'ultimo congresso del marzo 2006.

## Biografia

### I primi passi da antifascista
Giovane abbracciò il mondo del lavoro. Il suo primo impiego lo ebbe nel Cantiere navale di Ancona (CNR). Qui prese coscienza, come molti altri, del male che rappresentava il regime fascista quando, al porto del capoluogo marchigiano, cominciarono i primi sbarchi  dei corpi semi-congelati dei militari italiani inviati in Grecia (famosa la frase pronunciata da Benito Mussolini nell'annunciare l'entrata in guerra: "spezzeremo le reni alla Grecia"). A 20 anni decise di prendere la via della clandestinità prima e poi della montagna, quando si sentì il bisogno di cacciare l'occupante nazifascista.
Anche lui, come altri partigiani anconetani e osimani, trovò rifugio sui monti attorno al Monte San Vicino e a San Severino Marche. Emilio Ferretti si aggregò alle nascenti formazioni nella zona di Frontale (MC) alle pendici del San Vicino e gli venne quasi subito affidato il comandando di una piccola divisione, parte della II Btg "Ancona", poi V Div. "Garibaldi Marche". Diventa così il comandante "Ferro", comandante partigiano severo, determinato e capace, restio nell'esaltare i propri fatti d'arme. La sua banda, il cui comando si trovava presso la piccola località montana di Elcito, fu in prima fila nella battaglia di Valdiola del 24 marzo 1944, alle falde del monte San Vicino, comune di San Severino Marche. Imbracciò il mitra, raccontò di aver dovuto uccidere per sopravvivere, ma a guidare la sua parabola umana fu il motto "Pane e pace", lo slogan gridato dalle donne che durante gli scioperi del '43 ad Ancona manifestarono davanti all'ex palazzo Littorio mentre il cantiere navale ribolliva. Dopo la liberazione di Ancona del 18 luglio 1944, assieme alla sua famiglia fu costretto ad andarsene momentaneamente dalla sua città distrutta a causa dei continui bombardamenti subiti sin dal 16 ottobre 1943 e si stabilì tra Offagna e Osimo.

### Proposta per la MBVM
Il comandante "Ferro" per le sue azioni fu proposto per la medaglia di bronzo al valor militare con la seguente motivazione:
"Patriota di spiccata attività e di fede incrollabile. Partecipa e dirige numerose azioni al comando di un valoroso gruppo. A Grottacce (Cingoli) affronta, con pochi uomini, autocarri tedeschi stracarichi di truppe e con abile azione, temerariamente li attacca e li disperde. Altre audaci azioni individuali di grande utilità, lo pongono tra i più animosi della montagna"
(Ancona - Chiaravalle - Grottacce - Cingoli - Chigiano - Cupramontana - Castel San Pietro, settembre 1943 - luglio 1944).

### Le battaglie del dopoguerra
Nel 1946, subito dopo la guerra, il comandante Ferro, fonda l'ANPI (Associazione Nazionale Partigiani d'Italia) nelle Marche, che dirige sin dall'inizio a livello provinciale e regionale;successivamente divenne anche membro del comitato nazionale. Dirigente del PCI,viene incaricato di dirigere il movimento contadino (Federbraccianti), poi, dal 1957 viene indicato quale responsabile politico di zona del PCI a Fabriano. Conosce negli anni '50 la sua futura moglie, Malgari Amadei Ferretti, anche lei come "Ferro" esponente del PCI marchigiano. Viene eletto consigliere comunale a Fabriano (AN) nel 1958 nelle file del Partito Comunista. Con la sua famiglia torma ad Ancona nel 1962 e per alcuni anni lavora nei settori della cooperazione agricola. Consigliere provinciale del Partito Comunista Italiano|PCI] per numerose consiliature nel 1975 viene nominato assessore provinciale alla sanità. Erano gli anni della prima grande riforma sanitaria (833) e della legge Basaglia (180) del 13 maggio 1978. Ferretti fu tra i più strenui sostenitori della legge Basaglia e molte delle innovazioni che in provincia di Ancona si riscontrano ancora oggi in materia di salute mentale si devono alla sua opera coraggiosa.
Spese la sua vita nel cercare un filo diretto con le nuove generazioni, raccontando nelle scuole e nei ritrovi giovanili la sua esperienza di combattente per la libertà.
Altra battaglia che "Ferro" fece sua all'interno della sua associazione, " per non vanificare quel sacrificio di vite, - predicava - bisogna affidarne il ricordo ai ragazzi d'oggi." Per questo nel corso del recente congresso nazionale dell'Anpi (XIV Congresso - 13 marzo 2006) Ferretti si era speso per affermare la necessità di aprire ai giovani l'associazione. Battaglia vinta e negli ultimi tempi viveva con nuovo slancio la vita dell'associazione affollata di giovani e giovanissimi. Decise per questo di farsi da parte e venne nominato presidente onorario dell'ANPI Marche, affidando il suo incarico al successore Nazareno Re. Ferro non aveva mai smesso di lottare per l'unità dei popoli e nel 2005 aveva dato vita al Forum permanente tra le Associazioni antifasciste dell'Adriatico e dello Ionio. La sua ultima apparizione da presidente onorario è avvenuta durante le celebrazioni della liberazione di San Severino Marche e dell'eccidio di Chigiano - Valdiola il 1º luglio 2007. Si è poi spento nella sua città il 21 luglio 2007, all'età di 84 anni. Una folla commossa ha partecipato ai suoi funerali nella sezione di Ancona dell'associazione a cui aveva dato vita.